# Charles-Louis-Émile Ancelet
Ne pas confondre avec Émile Ancelet (1865-1951), peintre français, pointilliste, taxidermiste et collectionneur.
Pour les articles homonymes, voir Ancelet.
Charles-Louis-Émile Ancelet, dit Emilio Ancelet né à Saint-Quentin (Aisne) le 9 décembre 1824 et mort dans la même ville le 11 novembre 1889, est un aquafortiste et lithographe français.

## Biographie
Né à Saint-Quentin, Charles-Louis-Émile Ancelet est l'élève, entre autres, de Louis Nicolas Lemasle et d'Adrien Dauzats.
Il est nommé professeur de dessin an lycée de Saint-Quentin, puis officier d’Académie.
On lui doit des eaux-fortes dont Plan de la Collégiale de Saint-Quentin (1854) et Maurice Quentin de Latour (1856) d'après le monument de Charles Antoine Armand Lenglet. Il reçoit des commandes de la Chalcographie du Louvre (1867-1868).
En récompense de ses travaux de dessins de gravure en Espagne, il reçoit la croix de chevalier de l’ordre de Charles III.
Il meurt le 11 novembre 1889 à Saint-Quentin.